# Dólmen da Lapa de Meruge

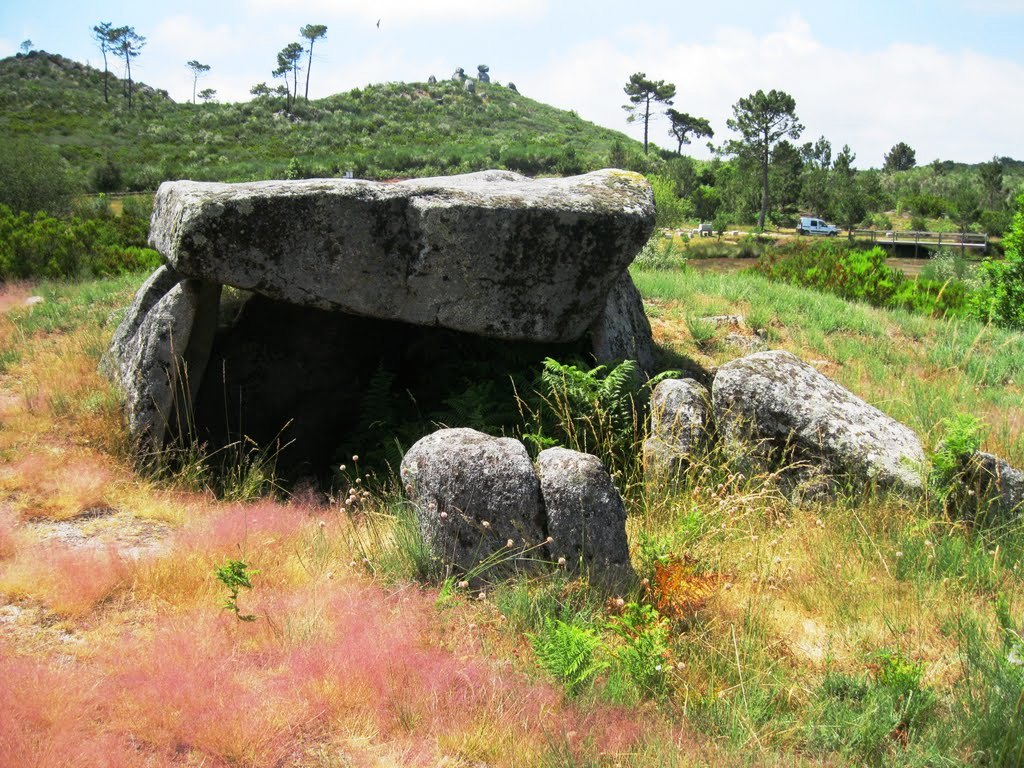
Dólmen da Lapa de Meruge

Der Dólmen da Lapa de Meruge ist eine Megalithanlage am Westufer des Sees Lagoa da Lapa de Meruge in der Gemeinde Carvalhal de Vermilhas, Kreis Vouzela, im Distrikt Viseu in Portugal.
Anta, Dolmen, Mámoa, Orca und Lapa sind die in Portugal geläufigen Bezeichnungen für die ungefähr 5000 Megalithanlagen, die während des Neolithikums im Westen der Iberischen Halbinsel von den Nachfolgern der Cardial- oder Impressokultur errichtet wurden.
Von 2016 bis 2018 fand eine archäologische Ausgrabung am Dólmen da Lapa da Meruge statt. Zunächst wurde ein Graben in südlicher Richtung angelegt, später wurde der ursprüngliche Gang ausgegraben. Gang und Kammer wurde teilweise tiefer ausgegraben. Das Gelände ist jetzt teilweise überdacht, aber von einer Plattform östlich des Dolmens einsehbar.
In der Nähe liegen die Anta da Arca und der Dólmen da Malhada do Cambarinho.